# Napola – Elite für den Führer
Napola – Elite für den Führer ist ein deutscher Spielfilm aus dem Jahr 2004. Er erzählt von der Freundschaft, die zwei Jugendliche während ihrer Ausbildung in einer Nationalpolitischen Erziehungsanstalt (umgangssprachlich meist Napola genannt) schließen. Die Hauptrollen spielen Max Riemelt und Tom Schilling, Regie führte Dennis Gansel, der in die fiktive Handlung Erlebnisse seines Großvaters (Oberstleutnant der Bundeswehr) an einer solchen Eliteschule der Nationalsozialisten einfließen ließ.

## Handlung
Im Kriegsjahr 1942 wird der 17-jährige Friedrich bei einem Boxkampf im Berliner Stadtteil Wedding von einem Deutsch- und Sportlehrer der (fiktiven) „Napola Allenstein“ entdeckt, der ihm daraufhin den Eintritt in die Napola nahelegt. Friedrich besteht die Aufnahmeprüfungen. Als ihm jedoch sein regimekritischer Vater den Schulbesuch untersagt, fälscht er kurzerhand dessen Unterschrift und beginnt im neuen Schuljahr seine Ausbildung, um zur zukünftigen nationalsozialistischen Elite zu gehören.
Die Ausbildung an der Schule ist hart, „Schwächlingen“ drohen drakonische Strafen. So wird zum Beispiel „Jungmann“ Gladen, der Bettnässer ist, gezwungen, vor versammelter Mannschaft auf seine Matratze zu urinieren. Doch die Strenge verhindert nicht, dass Friedrich an den angenehmen Aspekten der Napola, der vielseitigen Ausbildung, der Chancengleichheit und der Kameradschaft, Gefallen findet. Er schließt Freundschaft mit Albrecht, dem Sohn des Gauleiters Stein, der ein sensibler Schöngeist ist, Schriftsteller werden will und überhaupt nicht dem Ideal eines Napola-Zöglings entspricht.
Der Schulalltag ist unverkennbar militärisch durchdrungen. Als die Jugendlichen eines Tages bei Manöverübungen im Schützengraben den Umgang mit der Stielhandgranate lernen sollen, erstarrt ein Schüler vor Angst und lässt die bereits gezündete Granate fallen. Während der sonst großmäulige Sportlehrer Peiner panisch aus dem Kampfstand flüchtet, wirft sich Gladen im letzten Augenblick auf die Granate und wird von der Detonation zerrissen, bewahrt so aber die umstehenden Schüler vor dem sicheren Tod. Die anschließende Trauerfeier wird als Propagandavorstellung missbraucht, bei der man dem Toten die Rettungsmedaille am Bande an den Sarg nagelt. 
An einem Wochenende lädt Albrecht Friedrich ein, mit ihm nach Hause zu kommen, da sein Vater Geburtstag feiert. Die Feier findet in der herrschaftlichen Villa des Gauleiters mit seiner Familie, den Hausangestellten und alten Weggefährten statt. Nach dem Essen nötigt der Gauleiter die beiden Freunde vor allen Gästen, in einem Boxkampf gegeneinander anzutreten. Friedrich hat zu Beginn des Kampfes aufgrund seiner haushohen Überlegenheit Hemmungen, wird jedoch von Albrecht angestachelt, ihn nicht zu schonen und richtig zuzuschlagen. Nachdem er selbst einen Schlag abbekommen hat, schlägt er Albrecht schließlich nieder. Anstatt sich um seinen Sohn zu kümmern, feiert der Gauleiter die Darbietung und den Niederschlag Friedrichs. 
Als in einer Nacht eine Gruppe russischer Kriegsgefangener in einen Wald nahe der Napola geflüchtet sein soll, werden Schüler zur Verfolgung herangezogen, darunter auch Friedrich und Albrecht, die die Flüchtlinge mit scharfer Munition wieder einfangen sollen. Tatsächlich finden sie die Russen und erschießen sie, stellen danach aber fest, dass es sich, entgegen den Behauptungen, um unbewaffnete Kinder handelt. Als Albrecht noch versucht, einem angeschossenen Russen das Leben zu retten, erschießt sein Vater den russischen Jungen kaltblütig. Auch die anderen Flüchtigen werden gefangen und anschließend erschossen. Als am nächsten Tag in der Deutschstunde ein Aufsatz über die Rolle winterlicher Landschaften in deutschen Heldensagen geschrieben werden soll, nutzt Albrecht die Gelegenheit zur offenen Kritik an der nächtlichen Aktion und insbesondere an seinem Vater. Der Aufsatz sorgt für Wirbel, und Albrechts erboster Vater beschließt, seinen Sohn an die Ostfront zu schicken. Angesichts dieser Misere kommt es zu einem Streit zwischen Friedrich und Albrecht, der in einen gemeinsamen Ausbruch der Trauer über die bevorstehende, vermutlich endgültige Trennung der beiden Freunde mündet.
Ahnungslos, wie er der für ihn vorgesehenen Strafe entgehen soll, und unfähig, seinem Vater noch etwas entgegenzusetzen, nutzt Albrecht am nächsten Morgen eine Tauchübung im See als Gelegenheit, um sich das Leben zu nehmen. Vor den Augen seines völlig entsetzten Freundes Friedrich, der ihm durch die dicke Eisschicht hindurch nicht zu Hilfe kommen kann, lässt er sich im eiskalten Wasser auf den Grund sinken. Dem verstörten Friedrich bleibt jedoch keine Zeit zur Trauer, da die Schulleitung ihn als große Hoffnung begreift, den Pokal der Boxmeisterschaft wieder nach Allenstein zu holen. Im Wettkampf scheint er zunächst überlegen, doch mit einem Mal wird ihm klar, für wen und wofür er da um den Sieg ringt, und lässt sich infolgedessen widerstandslos K.o. schlagen. Diese Aktion führt zu seinem Ausschluss aus der Anstalt. Die letzte Szene des Films zeigt, wie Friedrich die Napola Allenstein verlässt und im Schneetreiben zu Fuß und in kurzer Hose davongeht.

## Recherche und Produktion
Ein Dutzend Berater, die alle ehemalige Napola-Schüler waren, wurden für die Recherchen befragt. Die Hauptquelle bildete Uwe Lamprecht, der Jungmann der Napola in Plön war. Als weiterer historischer Berater wurde der Autor Hans Müncheberg herangezogen, der auch Napola-Absolvent war. Dieser bezeichnete Details des Drehbuchs als historische Ungenauigkeiten und Unstimmigkeiten; er empfahl, den Film an einer fiktiven Eliteschule ohne nationalsozialistischen Bezug spielen zu lassen. Die übrigen zur Recherche herangezogenen Zeitzeugen teilten diese Meinung nicht. Müncheberg zog sich deshalb zurück und legte großen Wert darauf, im Abspann des Films nicht als Berater genannt zu werden.
Die dargestellte Napola existierte in Wirklichkeit nicht, Allenstein befand sich in Ostpreußen und nicht im Warthegau – und gewisse Handlungsstränge sind entweder historisch nicht korrekt oder überzogen dargestellt. Durch die Gesamthandlung wird für den Zuschauer rasch ersichtlich, dass der Film eher ein Drama als eine Geschichtsdokumentation ist. Drehort der Napola war die Burg Bouzov in Tschechien, die im Dritten Reich keine Erziehungsanstalt war. Alle Außenaufnahmen der Erziehungsanstalt, die Innenhofansichten und einige Innenaufnahmen wurden dort gefilmt. Die Unterwasserszenen entstanden in einem speziellen Tauchbecken der Bundeswehr in Hamburg. Für die Sequenz auf dem zugefrorenen See wurden große Mengen Kunstschnee verwendet. Die Schauspieler tauchten in Tonnen mit warmem Wasser ein.
Ursprünglich hatte Regisseur Dennis Gansel die Absicht, die Hauptrollen mit Laiendarstellern zu besetzen, um dem Publikum eine Identifikation mit den Figuren zu erleichtern. Nachdem keiner den Anforderungen entsprach, engagierte Gansel filmerfahrene Jungschauspieler wie Max Riemelt und Tom Schilling.
Der Kinostart von Napola war am 13. Januar 2005, die deutsche Fernseh-Premiere war am 17. Februar 2007 um 20.15 Uhr auf ProSieben.

## Kritik
Die deutschsprachige Kritik ordnete Napola dem Genre des Internatsfilms zu, mit den gewohnten Zutaten des Genres, dessen übliches Personal nahezu vollständig vertreten sei. Als Bezugsgröße wurde insbesondere Der Club der toten Dichter genannt. Die Produktion unterscheide sich von anderen Vertretern durch die historische Kulisse. Die Bilder entsprächen mit ihrer Farbtönung einer künstlichen Patina den Konventionen des gegenwärtigen Geschichtsfilms, die historische Aura von Schmutz und Ocker werde mittels „Filtern und Kopierwerk“ erreicht.
Bei Hellmuth Karasek, der selbst Napola-Schüler gewesen war, weckte der Film präzise Erinnerungen. Karasek nahm Napola in Schutz gegen Vorwürfe, bloß die gewöhnlichen Schikanen abzubilden, die auf jedem Internat vorherrschten. Die Nazis hätten diese Charakteristik bedeutend verschärft und verstärkt, um den Schülern Kadavergehorsam einzubläuen und jede Menschlichkeit auszutreiben. Daher sei die Dramaturgie mit Boxkämpfen als Wendepunkte hinnehmbar: „Das ist Kino, sogar Kintopp, aber es dient wirksam einer überhöhten Wahrheitsfindung. Der Film ist gut, sicher, effektsicher gemacht. Er wird hervorragend gespielt. Die Gefahr des Nazi-Kostümfilms mit Hakenkreuzfahnen und schneidigen Uniformen stellt sich fast nie.“ Insgesamt bezeichnet er die Atmosphäre im Film sehr ähnlich zu dem, wie sie seine Erinnerung gespeichert hat. Der epd Film-Kritiker Jörg Taszman lobte den Regisseur des „undemagogischen Anti-Nazi-Films“ für den Mut, „ein zwiespältiges Gänsehautgefühl zu provozieren“. Die realistisch gefilmten Szenen packten emotional, und der Regisseur demaskiere die ideologische Verführung „nicht durch modisch intellektuelle Kälte“. Das Drehbuch sei gut recherchiert, die Regie zeuge von großem handwerklichem Können, und die Darsteller, vor allem der natürlich spielende Riemelt, trügen zum Gelingen bei.
In der Frankfurter Rundschau führte Michael Kohler aus, wie Der Untergang sei Napola ein Film, in dem „Nationalsozialismus vor allem als klassischer Filmstoff betrachtet wird und weniger als Verpflichtung zur ästhetischen Behutsamkeit“. Um einem jugendlichen Publikum die Verführung zu zeigen, habe Gansel stellenweise Aufmärsche und Drill wie Leni Riefenstahl inszeniert, „komplizenhaft als Regisseur des Teufels, um es seinem Publikum nicht zu leicht zu machen“. Sich in seine jungen Zuschauer sicher einfühlend, mache Gansel deutlich, dass die Eliteschule eine „Ertüchtigung zum rassistisch motivierten Mord“ betreibe. Allerdings schwäche er sein erklärtes pädagogisches Ziel, eine aktuelle Geschichte zu erzählen, durch Rückgriff auf Versatzstücke anderer Filme, was Parallelen zwischen damals und heute erschwere. Das junge Publikum werde eher das Genre wiedererkennen als etwas über die Nazi-Zeit lernen, und so bleibe „am Ende nur gut gemachtes Unterhaltungskino übrig. Aber auch das will etwas heißen.“ Auch Claudia Schwartz von der Neuen Zürcher Zeitung verwies auf Der Untergang, denn Napola ziele auf Unterhaltung, nicht auf die Vertiefung eines moralischen Themas. „Die Historie dient Gansel indes nur als Vorwand und Kulisse für einen klassischen, handwerklich gekonnt gemachten Internatsfilm“. Einen Genrefilm zu drehen sei legitim, und das Thema jugendlicher Selbstfindung unproblematisch. „Ärgerlich ist, wie der Film ohne Brechung alle Klischees abklappert, die einem zum braunen Terror einfallen, vom Schmettern von Hitler-Liedern bis zum Strammstehen mit Zusammenknallen der Nazistiefel. Statt einer inhaltlichen Auseinandersetzung mit der Zeit des Nationalsozialismus gibt es in riefenstahlschen Untersichten perfekt ausgeleuchtete blonde Jünglinge mit nackten Oberkörpern.“ Damit verfehle Gansel seinen eigenen Anspruch, die damalige Zeit darzustellen, durch Unterlassung jeder politischen Diskussion und durch Reduktion auf Emotionen.
Der F.A.Z.-Kritiker Andreas Kilb war der Ansicht, Volker Schlöndorff habe in seinem Werk Der Unhold (1996) nicht den Mut gehabt, das Faszinierende am Nationalsozialismus „auf der Leinwand auszubuchstabieren“. Gansel sei zunächst mutiger, aber sein Film hinterlasse am Ende ein flaues Gefühl – nicht, weil er zu viele, sondern zu wenige Genre-Elemente verwendet habe: „Humanismus ist im Kino eine Frage der Evidenz, nicht des guten Gewissens.“ Immerhin seien die Demütigung des Bettnässers und sein Opfertod „reines Kino“. Aus Angst, durch eine zu effektive Darstellung des Nazi-Sujets für dieses zu werben, verliere sich Gansel letztlich darin.
Zu einem anderen Schluss gelangte Katja Nicodemus in der Zeit. Zwar zeige man einen Helden gegen den „nationalsozialistischen Darwinismus“, allerdings sei die Ästhetik unbedarft. Denn die Macher hätten nicht gemerkt, dass „eine Kamera, die sich endlos an zackigen Auftritten und hübsch geometrischen Uniform-Arrangements berauscht, irgendwann beginnt, mit ihrem Gegenstand zu kollaborieren“. Angesichts der vorangehenden Generation von Regisseuren, etwa von Schlöndorff, die sich um eine angemessene Herangehensweise bemüht hätten, erscheine Gansels Umgang mit dem Thema wie ein Rückfall. Isabella Reicher vom Standard stellte schematisch angelegte Figuren fest. Der Film verschiebe die Aufmerksamkeit weg von „strukturellen Bedingungen“ hin zu den Tragödien einzelner Figuren. „Napola schreibt sich damit ein in den Trend einer ‚Normalisierung‘ im Umgang mit und einer Popularisierung von nationalsozialistischer Vergangenheit“, ähnlich wie Der Untergang. In der Süddeutschen Zeitung verglich Hans Günther Pflaum Napola mit den „Persilfilmen“ der fünfziger Jahre über die Zeit des Nationalsozialismus, in denen sich Protagonisten „schuldlos in Schuld“ verstrickten. „Wie in der griechischen Tragödie. So kann man zwar Geschichten erzählen, aber nicht Geschichte aufarbeiten.“ Der Film führe keinen politischen Diskurs, hake Krieg und NS-Ideologie nebenbei ab und reihe Anekdoten zu einer Story, die kein Thema zu Ende führe. Statt Geschichte erzähle er Geschichten und wolle das Publikum statt zum Nachdenken bloß zum Weinen bringen. Pflaum war auch irritiert über eine Verklärung der Napola zu einem Paradies gleicher Aufstiegschancen für alle Schüler.

## Auszeichnungen
- Deutscher Filmpreis 2004
  - Bestes Drehbuch: Dennis Gansel, Maggie Peren

- Bayerischer Filmpreis 2005
  - Regiepreis: Dennis Gansel

- Internationales Filmfestival von Pjöngjang 2006
  - Bester Film

### Gespräche
- Mit Dennis Gansel in der Süddeutschen Zeitung, 13. Januar 2005, S. 40: Die Schule der Verführung
- Mit Dennis Gansel in epd Film, Januar 2005, S. 46–47: Ich wollte es spannend erzählen

### Kritikenspiegel
Positiv
- epd Film Nr. 1/2005, S. 46, von Jörg Taszman: Napola.
- Die Welt, 11. Januar 2005, S. 25, von Hellmuth Karasek: Lernziel Schinderei.

Eher positiv
- Frankfurter Rundschau, 13. Januar 2005, S. 28, von Michael Kohler: Riefenstahl als Lackmustest.

Gemischt
- Frankfurter Allgemeine Zeitung, 15. Januar 2005, S. 31, von Andreas Kilb: Knallzarte Jungs.
- Neue Zürcher Zeitung, 8. April 2005, S. 47, von Claudia Schwartz: Pubertät im Dritten Reich.

Negativ
- Der Standard, 22. April 2005, von Isabella Reicher: Schule für den Heldentod.
- Süddeutsche Zeitung, 13. Januar 2005, S. 12, von Hans Günther Pflaum: Härtetest der Geschichte.
- Die Zeit, 4. November 2004, von Katja Nicodemus: Eine kleine Polit-AG.